# Taka (ONE OK ROCKのメンバー)
Taka（タカ、1988年〈昭和63年〉4月17日 - ）は、日本のシンガーソングライター。ロックバンドONE OK ROCKのボーカル。本名および旧名義：森内 貴寛（もりうち たかひろ）。
東京都渋谷区出身。株式会社10969所属。
歌手の森進一と森昌子との間の長男。弟が2人おり、下の弟はロックバンドMY FIRST STORYの森内寛樹（Hiro）。元ジャニーズ事務所、アミューズ所属。男性アイドルグループNEWSの元メンバー。

## 略歴
1995年
- 3月、松濤幼稚園 卒園。

2001年
- 3月、慶應義塾幼稚舎卒業。
- 4月、慶應義塾湘南藤沢中等部入学。
- 8月、ジャニーズ事務所入所

2003年
- 9月15日、NEWS結成時のメンバー9人のうちの一人に選抜される。
- 11月7日、『バレーボールワールドカップ2003』のイメージソングを含むシングル『NEWSニッポン』（セブンイレブン限定発売のインディーズ版）でCDデビュー。
- 12月、学業に専念するとの理由でNEWSの活動を休止[1]。のちに事務所を自主退所するとともに同グループを脱退。

2004年
- 4月、慶應義塾湘南藤沢高等部入学。

2005年
- 3月、慶應義塾湘南藤沢高等部一年終了時、音楽の道に進むため自主退学。
- 4月、両親（森進一、森昌子）が離婚。
- 5月、ONE OK ROCK加入。

2006年
- 芸能事務所アミューズと契約。
- 7月26日、インディーズから再CDデビュー。

2021年
- 4月1日、所属していたアミューズから独立し、チーフマネージャーが代表を務める、株式会社10969に所属となった。アミューズでマネジメントを担当していた社員が新会社に移っている。ファンクラブ業務、海外ツアーアレンジ、グッズ販売などのソリューション面ではアミューズが今後もサポートを続ける[2][3]。

## 来歴・人物

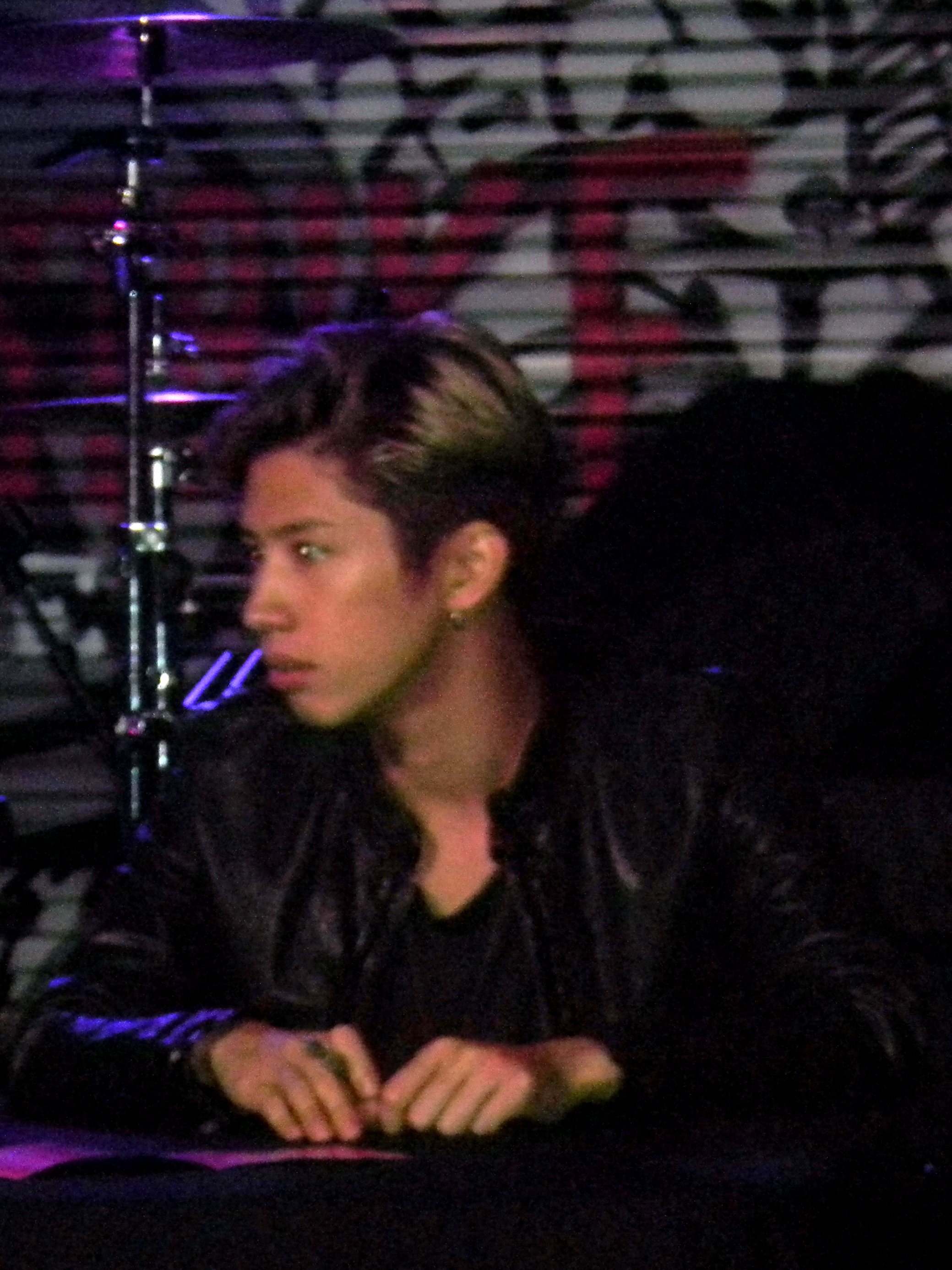
2015年10月22日

血液型A型。身長168 cm。

### 幼少期
家の中に常に父親の楽曲が流れている環境で育った。
小学校6年間と中学1年の1学期まで地元のサッカーチームに入っていた。中学でもサッカー部に在籍したが、レベルが激変し付いて行けなくなり退部。また父親から「喉に悪い」との助言を受け、それを理由に辞めたとの発言もある。

### アイドル時代
レッスンは週1回土曜日のみ参加、授業に差し障りがあったら辞めさせるという父親からの条件付き。
NEWS結成メンバーに選抜されるが、3ヶ月後、「学業に専念する」との理由で活動を休止、まもなく自主退所する。
またこの時期、共通の友人と共にRIZEの金子ノブアキと食事をする機会があり、ライブに誘われる。後日、ライブハウスで初めてRIZEのライブを見て感動、ロックに目覚め、バンドをやりたいという思いが生まれる。

### バンド時代

#### 2005年 - 2010年
高校を1年で中退後、父親から勘当されて自活をはじめ、青山の飲食店で厨房周りのアルバイトをしながら、大阪に定期的に通って音楽学校でギターやパソコンを習う。
同時にSFC時代の友人二人とエレクトーン＋クリアギター＋ヴォーカルの3人編成のバンド「CoM (Chivalry of Music)」を組み、マルーン5のカバーなど、R&Bやバラード曲中心のライブ活動を始める。
そのライブを、ONE OK ROCKを組んだばかりのToruが共通の友人を介して見に訪れ、Takaの声と歌唱力に衝撃を受け、その場でヴォーカルに勧誘。日に何度も届くメールの他、次のライブにもバイト先にも現れるToruの熱意に押し切られる形で承諾。
そして練習に参加、自分が本来求めていたバンド像（初めてライブハウスで見た時のRIZE）に近いものを感じ、スタジオに通うようになる。
やがて並行していたすべての音楽活動を終わらせ、ONE OK ROCKに賭ける決意を固める。
2007年4月のメジャーデビューからまる2年後の2009年4月、Alex (G.) が脱退。それに伴う活動休止を経て、残った4人で活動を再開した翌年の2010年、結成5年目に、武道館公演を敢行。応援してくれていた母親はもちろん、衝突の多かった父親も招待し、両親への謝罪と感謝の気持ちをストレートに歌った『Nobody's Home』を演奏した。

#### 2011年 - 2015年
2012年のアジア3都市を皮切りに、2013年にはヨーロッパ・アジアツアー、2014年には北米のワールド・ツアー'14に参加、北米から南米、ヨーロッパは前年の4カ国から10カ国へとロシアまで範囲を広げ、大型バスに寝泊まりし国から国へ移動して10日に9本ペースのライブをこなすツアーを敢行した。大型バスの内装を英語で紹介するという動画をYouTubeで公開したが、電子レンジや歯磨き粉の英単語が分からなかった。同動画内でおやつ棚にあったスルメを紹介する場面があったが、「smells like shit!（とても臭い！）」と酷評した。
また2013年から海外レコーディングの準備を始め、自ら何度も渡米して何人ものプロデューサーにコンタクトを取り話を聞いた。2014年はメンバー全員で渡米しレコーディングに3ヶ月を費やし、ワールド・ツアー、横浜スタジアム2デイズ公演を挟んで、さらに秋にまた渡米して数曲録った。
こうして結成10年目の2015年2月、全曲US録音の7thアルバム『35xxxv』をリリース。オリコン週間チャートでCDとしては初の1位を、World Music Awardsで初登場4位を記録した。

#### 2016年 -
2024年、パニック障害であることを公表した。

## 政治的主張
- 東京都知事選挙において若い有権者に投票を呼びかけ、各選挙ごとに自身の支持する候補を具体的に表明するなど自身の政治的な考えを表に出すことが多い[21]。

2022年7月に実施された第26回参議院議員通常選挙においてはNHK党から比例代表として出馬していた東谷義和を応援し、加えてごぼうの党の支持を表明している。
2024年東京都知事選挙においては元安芸高田市長の石丸伸二を支持していた。
2024年10月に実施された第50回衆議院議員総選挙に自民党の公認候補者として東京15区から出馬していた大空幸星の支持を表明している。

## 出演

### ソロ参加の仕事・イベント
2012年
- 5月16日0東北ライブハウス大作戦アコースティックツアー気仙沼[注釈 5]

2013年
- 3月31日0PUNK SPRING2013 シンプル・プランのステージにサプライズ登場[27]
- 5月5日0MTV ONE on ONE Taka（ONE OK ROCK）× トゥエンティ・ワン・パイロッツ[28]

2014年
- 4月14日0「Ollie 05月号」誌上でSKRILLEXとTakaが対談。
- 7月2日0MTV WORLD GROOVE 3&3（ゲストが気に入っているMVを紹介するコーナー）
- 7月25日・8月1日0『FM802 25th ANNIVERSARY YOUR RADIO 802」』DJ

2015年
- 2月1 - 4週 0FM802 InterFM 『Walkin'Talkin' －徒然ダイアローグ－』Taka×野田洋次郎[29]。
- 7月18日0 ONE OK ROCK × Vansコラボシューズ発売/Takaが1〜12の数字をモチーフにしてSLIP-ONをデザイン[30]。
- 11月18日0マキシマム ザ ホルモン DVD「Deka Vs Deka 〜デカ対デカ〜 」ゲーム内キャラの声優としてTakaが友情出演（セリフはワンシーン）。
- 12月23日0Crossfaith DVD「ACROSS THE FUTURE～The Beginning～すべてのはじまり」にTakaがコメントで参加。

2016年
- 6月23日0Adele「Hello」, 元One DirectionのZayn「Pillowtalk」のカバーVideoをYouTubeに公開[31]。
- 7月 イギリスの音楽雑誌Rock Sound（Summer 2016 Issue 216）で、” list of the most influential, inspirational, important people in today's scene - The Rock Sound 50.”（今日のロックシーンで、最も影響力があり、刺激的で、重要な人物50人）」の21位にTakaが選出された。
- 7月6日0外部のアーティストに対し初の楽曲提供＆プロデュースを手がけたAimerのシングル「insane dream」が発売。
- 9月21日0続いて発売されたアルバム「daydream」ではさらに4曲が加わり、Takaが手がけた楽曲は計5曲となった[32]。

2017年
- 2月 イギリスの音楽雑誌 Kerrang!2月発売号の“50 GREATEST ROCKSTARS”（50人の偉大なロックスターたち）という特集で、ONE OK ROCK Takaが27位に選出された。
- 5月15日 スペースシャワーTVで放送されたLinkin Parkの特別番組に、Takaがゲスト出演、チェスター・ベニントン、マイク・シノダと対談[33]。
- 7月 イギリスの音楽雑誌Rock Sound（August 2017 Issue 228）の”THE ROCK SOUND 50 - THE MOST INFLUENTIAL FIGURES IN ROCK”（ロック界で最も影響力のある50人）の読者投票でTakaが10位に選ばれた。
- 10月27日 - ロサンゼルスのハリウッド・ボウルで開催された「Linkin Park and Friends Celebrate Life in Honor of Chester Bennington」にTakaが出演、「Somewhere I Belong」を歌ってLinkin Parkのチェスター・ベニントンを追悼した[34]。

#### 2018年
- 5月12日 ロサンゼルス(LA)のフリーイベントIdentity LA 2018のマイク ・シノダのステージにtakaがゲストで登場[35]。Fort Minor "Where'd You Go" と Linkin Park "Waiting for the End" をマッシュアップしたパフォーマンスを披露した。
- 7月 イギリスの音楽雑誌 Rock Sound（August 2018 Issue 241）が、THE ROCK SOUND 50で、Rock Sound誌が選んだ「今日のロック界で創造性があり独創的で恐れを知らない挑戦的な50人」のランキングの2位にTakaが選出された[36]。
- 8月30日発売の ROCKIN'ON JAPAN 10月号にて、10年間の活動休止を経て活動再開したELLEGARDENの復活にTakaの並々ならぬ助力があったとしてELLEGARDEN 細美と ONE OK ROCK Taka の対談記事が掲載された[37]。ELLEGARDENは、ONE OK ROCK結成のきっかけであるRIZEと並び、ONE OK ROCKおよびTakaに多大な影響を及ぼしたバンド[38]。復活ライブのゲストアクトもONE OK ROCKが務めた[39]。
- HondaのTVCM『Go, Vantage Point.』シリーズでONE OK ROCKが楽曲を書き下ろし、Takaはナレーションも担当した。

2022年
- ちゃんみな「TOKYO 4AM」のミュージック・ビデオに出演[40]。

## 参加作品
| 発売日         | アルバムタイトル                        | アーティスト                                | 曲名・備考 |
| -------------- | --------------------------------------- | ------------------------------------------- | --- |
| 2011年6月29日  | ALLY & DIAZ                             | ALLY & DIAZ                                 | 「Let Life Be with Taka (ONE OK ROCK) & サイプレス上野」 |
| 2013年3月20日  | Summer Paradise                         | シンプル・プラン                            | 「Summer Paradise feat. Taka from ONE OK ROCK」（シングル）                                                                                                   |
| 2013年3月27日  | Get Your Heart On! (Japan Tour Edition) | シンプル・プラン                            | 『Summer Paradise feat. Taka from ONE OK ROCK』（アルバム）                                                                                                   |
| 2013年11月13日 | gene                                    | Pay money To my Pain                        | 「Voice」P.T.P feat. Taka from ONE OK ROCK |
| 2014年8月20日  | First words                             | GROWN KIDS                                  | 「Bottle Rocket」feat. Taka(ONE OK ROCK) & Megan Joy |
| 2015年2月17日  | GRAVITY                                 | Against The Current                         | 「Dreaming Alone Feat. Taka from ONE OK ROCK」 |
| 2015年05月13日 | 5.....GO                                | FTISLAND                                    | 「Primavera 」と「My Birthday 」の2曲に共同作曲者として参加。                                                                                                 |
| 2016年4月28日  | バイ・マイ・サイ                        | 野田洋次郎（RADWIMPS）/ Taka（ONE OK ROCK） | 「バイ・マイ・サイ」配信のみの熊本地震被災地支援曲 |
| 2016年7月6日   | Insane dream/us                         | Aimer                                       | 「insane dream」楽曲提供・プロデュース、コーラスとして参加（シングル）。                                                                                      |
| 2016年9月21日  | daydream                                | Aimer                                       | シングル先行発売された「insane dream」の他、「closer」「Falling Alone」の楽曲提供・プロデュース、「Higher Ground」「Stars in the rain」の楽曲提供として参加。 |
| 2016年10月8日  | 13voices (japanese ver.)                | Sum 41                                      | 「War(feat.Taka)」にゲストボーカルとして参加。 |
| 2017年3月29日  | Headspace (Japanese ver.)               | Issues                                      | 「Yung & Dum (Japanese Version)feat. Taka from ONE OK ROCK」にボーカルとしてTakaが参加。                                                                      |
| 2017年7月27日  | Don't Let Me Go                         | ゴールドフィンガー                          | ジョン・フェルドマン率いるパンクロックバンドGoldfingerの7枚目のアルバム「The Knife」にTakaがゲスト参加。                                                      |
| 2018年12月12日 | ANTI ANTI GENERATION                    | RADWIMPS                                    | 「IKIJIBIKI feat.Taka」にボーカルとしてTakaが参加。 |
| 2019年02月01日 | UNTITLED                                | KOHH                                        | 「I Want a Billion」にボーカルとしてTakaが参加 |
| 2019年09月06日 | Action                                  | Don Broco                                   | 「Action」Feat. Taka (One Ok Rock), Tyler Carter (Issues), Caleb Shomo (Beartooth), Tilian Pearson (Dance Gavin Dance)                                        |
| 2019年09月27日 | Lights Down Low                         | MAX                                         | 「Lights Down Low」Feat. Taka (One Ok Rock) |
| 2020年06月05日 | もう一度                                | [re:]                                       | 「もう一度」にボーカルとしてTakaが参加 |
| 2021年07月05日 | Hope                                    | 清水翔太                                    | 「Curtain Call」Feat. Taka |
| 2022年08月31日 | サヨナラサラバ                          | BiSH                                        | 「サヨナラサラバ」と「A long way to go」の2曲に共同作曲者として参加。                                                                                         |
| 2024年11月26日 | Falling (feat. Taka)                    | JIN                                         | 「Falling」(feat. Taka) |

### 楽曲以外の参加作品
- Crossfaith DVD 「ACROSS THE FUTURE〜The Beginning〜すべての始まり」（2015年12月23日発売）
 Takaがコメントで参加。

## 関連人物
- 森進一 - Takaの父、歌手。
- 森昌子 - Takaの母、歌手。
- ONE OK ROCK - Takaがボーカルを務めるロックバンド。
- MY FIRST STORY - Takaの弟、Hiroがボーカルを務めるロックバンド。
- NEWS - Takaが以前所属していたアイドルグループ。
- 佐藤健 - 友人[44]
- 三浦翔平 - 同上。
- 武尊 - 同上。